# 에드먼드 로버츠
에드먼드 로버츠(Edmund Roberts, 1784년 2월 29일 ~ 1836년 6월 12일)는 미국의 외교관이다. 그는 미국의 극동 지역에 대한 최초의 특명전권공사로서 미국의 앤드루 잭슨 대통령이 임명하였다. 그는 1832~36년에 피콕 호를 타고 잇따라 두 개의 비상주 외교 임무를 수행하기 위해서 응우옌 왕조, 라따나꼬신 왕국 및 머스캣 앤드 오만에서 활동하였다. 로버츠는 라따나꼬신 왕국, 머스캣 앤드 오만의 술탄, 사이드 빈 술탄과의 조약들을 마무리 지었고, 이 조약들은 1834년 6월 30일에 위싱턴에서 비준되었다. 그는 비준서를 교환하기 위해 다시 1836년에 라따나꼬신 왕국과 머스캣 앤드 오만으로 건너갔고, 다시 두 번째 협상을 하기 위해서 명명제 치하의 응우옌 왕조를 방문하였다. 그는 이질로 병석에 누웠고, 포르투갈령 마카오에서 숨졌다. 이로써 미국의 에도 막부에 대한 첫 번째 특명전권공사로서의 그의 임무는 무산되었다.

## 어린 시절
로버츠는 1784년 6월 29일에 뉴햄프셔주 포츠머스의 사라 그리피스(Sarah Griffiths)와 영국 왕립해군 선장인 에드먼드 로버츠사이에서 태어났다. 로버츠의 아버지는 1787년 11월 15일에 세상을 떠났고 올드 노스 세메트리에 묻혔다. 젊은 에드먼드는 13세에  미국 해군의 장교 후보생 보증서를 획득했다. 그러나, 그의 어머니는 그가 집에 머물기를 바랬고  , 그는 지명을 포기했다. 1800년(16세)에 로버츠는 바다로 나아가서, 1808년(24세)까지 런던에 거주하였다. 1808년에 그는 미스 캐서린 위플 랭던(Miss Catherine Whipple Langdon)과 결혼했는데, 그 여자는 우드베리 랭던 판사의 딸이자 정치인 존 랭던의 조카였다. 이들 랭던 형제는 포츠머스, 카리브 제도 및 런던 간의 뉴잉글랜드 삼각 무역에 종사한 바 있고, 포츠머스의 가장 부유한 계층에 속하였으며 정치인 집단에 속하는 시민들이었다. 로버츠 부부는 11명의 자식을 낳았는데 그중 8명만이 부부보다 더 오래 살았다.

## 상인 로버츠
로버츠는 선주이자 화물 관리인으로서 뉴잉글랜드 삼각 무역에 뛰어들었다. 그러나, 선장으로서는 아니었다.
미국의 제7대 주(駐)말레이시아 대사를 역임한 로버트 홉킨스 밀러가 말하기를, 로버츠는 몇 번의 불운으로 그는 쌓아둔 부를 잃었으나, 1823년 데메라라(현재의 가이아나에 속함)에 미국 영사로 임명되는데에 성공하였다. 그런데, 밀러는 데메라라가 아프리카 동해안에 있는 것으로 착각하였고, 1823년의 데메라라 봉기에 대해서도 언급하지 않았다.
"1823년의 봉기는 특별한 중요성이 있었다. 그것은 영국이 의회 안팎에서, 끔찍하고 해악한 노예제도와 그것의 폐지에 관하여 인식하게 된 계기가 되었다." 로버츠 자신도 데메이라 노예 봉기를 언급하지 않았고, 유색인종인 노예에 대한 극도의 혐오감 만을 얘기할 뿐이었다. 늦어도 1827년에는 서인도 제도를 항해하던 그의 배들에 프랑스와 스페인의 사략선이 약탈하여 궁핍한 지경에 이르렀음에도, 그는 인도양에서의 무역을 위하여 매리 앤 (Mary Ann) 호(號)를 용선하였다. 로버츠는 1827년 10월에, 머스캣 앤드 오만의 지배 하에 있던 잔지바르 지역의 스톤타운의 항구에 도달하였고, 다음 해에는 신임 머스캣 앤드 오만의 술탄, 사이드 빈 술탄을 알현하였다. 그 술탄은 영국의 영향력을 벗어서 균형을 잡으려는 데에 상당히 관심을 기울였으므로, 로버츠에게 요청하였기를, 무역을 위한 청원을 위해 미국으로 가는 선박들을 호위해 달라고 하였다. 로버츠는 미국 정부에 그 사항을 제기하겠다고 약속하였다. 귀국하는 길에, 그는 그의 친구인 미국 상원의원 레비 우드베리에게, 미국 선박들이 견디고 있는 악화 상태와 그러한 악화는 상업적 조약을 협상함으로써 완화될 것이라는 서신을 보냈다.:p.5

## 외교관 경력을 시작
매사추세츠주 세일럼과 중국 및 동인도 간의 무역으로 로버츠는 외교관으로서 경력을 쌓기 시작하였다. 희망봉이나 혼곶을 지나서까지 선장이나 화물 관리인으로서 항해를 해본 경험이 있는 자들이 1799년에 결성한 동인도 해운협회의 회원들의 의지는 1788년부터 1845년까지의 미국의 국제 관계의 태동기에 기여하였다. 1826년부터 1832년까지 주(駐)바타비아 미국 공사였던 존 쉴라버(John Shillaber)는 무역 조약의 협상 권한을 자신에게 부여해 줄 것을 요청하는 수 차례의 서신을 발송한 바 있다. 미국 국무부장관 마틴 밴 뷰런(훗날 대통령이 된다)은 1830년 12월 13일에 서신으로 응답하기를, 수석 서기 다니엘 브렌트의 서명을 담아, 문제가 되고 있는 행정 사항들의 본질과 특성에 관한 좀더 정확한 정보와 직면한 어려움에 대한 상세한 정보를 요구하였다. :p.30
1831년, 후추 무역 종사를 위해서 수마트라 섬 연안에 정박 중이던 미국의 상선 프렌드십 호(號)(선장 : 찰스 모지즈 엔디콧(Charles Moses Endicott))이, 선장이 후추 거래를 위해서 상륙한 틈에, 말레이인 해적들의 습격을 받아, 배가 탈취되고, 선원들이 살해되었으며, 화물을 빼앗기는 일이 발생하였다.:p.121 여론이 악화되자, 잭슨 대통령은, 서쪽 해안으로 항해할 준비를 하고 있던 프리깃함(艦) 포토맥 호(號)의 선장 존 다운즈에게 원정(제1차 수마트라 원정)을 명하여, 이 배는 1831년 8월 19일 뉴욕 항에서 출항하였다.

## 특사로의 임명
운명은 로버츠에게 유리하게 다가왔다. 그의 친구이자 상원의원인 우드베리는 무역 협상의 필요성에 대한 로버츠의 편지를 받고서는 해군의 예산 증액을 계속 요구하고 있었는데, 우드베리가 잭슨 대통령 내각의 해군 장관이 된 것이다.(1831년 5월) 포토맥 호가 출항했던 때는 스쿠너 박서 호가 막 취역할 무렵이었고, 탐험용 외장을 갖추었으나 자금 부족으로 서인도로 갈 임무를 띄고 있던 피콕 호는 외장을 다시 갖추기 위해서 되돌아 왔다. 우드베리는 잭슨을 설득하여, 각각 10개의 대포를 갖춘 이들 박서 호와 피콕 호도 포토맥 호를 지원하라는 명령을 내리게 하였다. 이와 더불어, 로버츠를 잭슨의 "특사"로 임명받게 하였다. 국무부 장관 에드워드 리빙스톤이 1832년 1월 27일에 서명한 "특사 에드먼드 로버츠에 대한 지시서"는 로버츠를 피콕 호에 탑승하게 하고, 선장의 보좌관으로 위장하도록 하였다. 그의 임무는 선장 및 꼭 필요한 사람들 외에는 비밀에 붙여졌다. 여정 중에 그는 쉴라버가 전에 요청한 것과 같은 정보들을 가능한 한 많이 수집할 것이었고, 그의 외교 사절로서의 임무는 코친차이나에서 시작될 예정이었다. 리빙스톤은 로버츠가 하루에 6달러를 지급받을 것이라고 덧붙여 적었다.
 :pp.308–9 잭슨은 훗날(1834년 5월 20일) 상원에 대한 그의 메시지에서 이렇게 설명했다. "특사의 비용은 외교정책을 위한 예비비로 지급될 것이다.":p.21
1832년 2월 중순, 보스턴 항에 정박해 있던 박서 호는 라이베리아(이 곳에서 미국의 지원으로 아프리카에서의 흑인들이 국가 설립을 준비하고 있었다.)로 갔다가 그곳에서 다시 브라질 연안으로 가서 피콕 호와 합류하라는 명령을 받았다. 그러나, 그 배는 바타비아에서의 정박소의 여건 불비로 인해 1834년 6월 5일까지는 피콕 호와의 조우에 실패하였다. :p.327 피콕 호는 1832년 3월에 데이비드 가이싱거 중령의 지휘 하에 브라질로 출항하였다. 이 배에는 주(駐)아르헨티나 임시대리대사 프랜시스 베일리스와 비밀 임무를 맡은 로버츠가 동승하였다. 그는 출간한 글에서, 그 글보다 2년 전에 먼저 출간된 존 크로퍼드의 일반적인 개요를 따르고 있다. 크로퍼드는 1822년에 동인도회사가 시암과 코친차이나에 파견한 외교관이었다.
박서 호는 약속된 시각에 나타나지 못했고, 몬테비데오를 떠나 수마트라의 븡쿨루에서 합류하라는 명령을 다시 받았다. 피콕 호는 혼곶을 돌아 1832년 8월 23일 븡쿨루에 당도하였다. 네덜란드 총독은 포토맥 호가 이미 임무를 완수하였다고 보고하였다. :p.32 이에 따라, 피콕 호는 지원 업무가 해제되었고 로버츠의 첩보 활동이 계속 수행될 수 있게 되었다.

## 제1차 임무
코친차이나로 가기 전에 정보를 수집하라는 명령에 따라, 피콕 호는 랑 섬과 크라카타우 섬 부근의 경로를 통하여 마닐라(2년 후, 1834년 개항했다)로 향하고 있었다. 그 섬들의 동쪽 부근, 해안으로부터 45미터 정도에서는, 수십미터 깊이에서부터 온천이 맹렬히 끓어 오르고 있었다. 피콕 호의 크로노미터는 소용이 없었고, 그 배는 추측 항법에 의존하여 순다 해협을 빠져나갔다. 앤지어(Angier)에서 마닐라에 이르는 동안, 선원들 사이에 설사와 이질이 퍼졌다. 그러고나서 2주일 후에는, 배를 전체적으로 청소했음에도, 콜레라가 닥쳤다. 피콕 호는 7명의 선원을 잃었고, 회복된 자들 중에서도 많은 사람들이 다른 질병으로 죽었다. 마카오를 향해 출항한 1832년 11월 2일 이후에 콜레라가 새로 발병되지는 않았다.

### 마카오와 광저우
광동항에 도착한 미국인들은, 양행(洋行), 즉, 외국상인들에게 황제가 독점권을 부여한 상관(商館)을 통해서 교역을 행하고자 하는 다른 외국인들과 마찬가지로 대우받았다. 교역은 수익성이 좋았지만, 외국 상인들은 생명, 재산이나, 교역권, 주거권에 대해서 보장이 없었던 만큼, 사회적으로나 정치적으로 열악한 지위에 놓여 있었다. 영국인, 미국인 등은 이로서 고통받았지만, 그들이 가장 두려워하는 무역 봉쇄를 야기할 것이 두려워, 누구도 이를 참견하려 하지 않았다. 선장 존 헨레이가 이끄는 콘그레스 호(號)가 1819년 11월 3일, 네이링딩 섬에 도착함으로써, 이 배는 미국 해군 선박으로서는 처음으로 중국을 방문한 것이 되었다. 전함의 도착에 중국 관원들이 놀라자, 선장은 주강에 진입하지 말 것을 명했다. 그렇지만 미국 공사(公使)가 아무런 제지도 없을 것이라는 조언에 따라, 헨레이 선장은 대담하게도 그 배에 보급품을 채우기 위해서 진입하였다. 1830년 1월, 윌리엄 핀치(William B. Finch) 중령이 이끄는 슬로프형(型) 포함(砲艦) 빈센 호(號)는 미국 최초로 세계일주를 한 선박이었는데, 광동에 2주를 넘게 정박했었다. 그곳에서 미국 상인들은 핀치 중령에게 매년 해군이 방문하여 중국 세관을 향해 경의를 표하는 행동을 보여고 유화적인 성향을 나타내 줄 것을 조언하였다. 핀치 중령은 이것을 공식적으로 해군성에 보고하였다.
1832년 하반기에 로버츠는 마카오와 광저우를 방문하였다. 거기서 그는 기록하기를, "중국 상인들은 상황 판단이 빠른 딜러로서 평판을 얻을 만하다. 그들은 서로간에는 별로 신뢰하지 않는다. 중요한 모든 계약은 "확정"되어야 하고 규정한 액수의 지급으로 거래가 확실해진다. 그러나, 회국 고객들에 대해서는 무한한 신뢰를 한다. (128쪽)"고 하였다. 로버츠는 제6장부터 제17장까지의 대부분을 "천상의 왕국"("Celestial Kingdom")의 역사, 관습, 그리고 통치에 관하여 할애하고, 왜 "천상"이 서로를 거의 신뢰하지 않는지에 대한 결론을 독자들이 내리도록 하고 있다. 그는 중국어 통역자이자 개인비서로 존 로버트 모리슨을 고용했는데, 그는 싱가포르로 돌아가던 길이었다. :p.72~171

### 응우옌 왕조
현재의 베트남에 위치하고 있던 응우옌 왕조에서는 1820년 가륭제가 죽고, 명명제가 즉위하였다. 명명제는 대외적으로는 쇄국적인 자세를 보였고, 점차 프랑스 사람에 대한 우대조치도 인정받지 못하게 되었다. 1826년에는 개국을 요구하는 프랑스 군함의 함장과의 접견을 거부하고, 1826년에는 역시 건국 때의 공적자인 프랑스인 쇼니의 조카가 영사자격으로 순방을 해왔지만 이것마저 거부해, 베트남과 프랑스의 공식관계는 한동안 중단되었다. 캄보디아로 군사 원정을 실시하여 실패에 끝나지만, 주변의 모든 세력에게 충분한 위협을 주었다. 더욱 산악 지대의 소수민족에 대한 통제 강화를 도모하였다. 1832년에는 속국으로 자치를 보장해주던 참파를 완전히 병합하였다.
네이링딩 섬을 떠난지 6주후, 그리고 비가 오고 돌풍이 부는 날씨를 며칠 견딘 후, 피콕 호는 후에 정부와 가장 협상하기 좋은 장소로 택한 다낭 만(灣)까지 항해하였다. 다낭에서 후에까지는 약 24km이고, 동아시아 계절풍으로 인하여 후에 만(灣)에서는 닻을 내릴 수 없었다. 1833년 1월 1일, 그는 배가 그 만으로부터 이탈되고 있는 것을 발견하였다. 기대했던 북동풍이 아니라 북서풍이 불었기 때문이었다. 게다가 남쪽으로 흐르는 강력한 해류까지 만나서 배는 방향을 잃고 표류하다가, 1월 6일 알려지지 않은 어떤 만(나중에 푸옌 성 붕람(Vung-lam)항으로 밝혀진다.)까지 항해했다.:171

## 1차 임무의 보고
1832년부터 1834년까지 코친차이나, 시암, 머스캣에서의 임무를 수행하고 미국으로 돌아간 그는 국무장관 루이스 맥레인에게 보고서를 제출하였다. 그 보고서에서 그는 "조선 및 북부 중국과 통상을 여는 길은 먼저 일본과 조약을 맺는 것"이라고 하였다. 그러나, 1836년 그는 마카오에서 병사하고 말았다.